# ガチアクタ
『ガチアクタ』は裏那圭による日本の漫画。『週刊少年マガジン』（講談社）にて、2022年12号から連載中。犯罪者の子孫たちが暮らすスラム街に生まれた孤児の少年・ルドを主人公にしたバトルアクション。晏童秀吉がグラフィティデザインを担当している。
2022年5月17日に発売された単行本第1巻の帯には、『炎炎ノ消防隊』の大久保篤が「一目瞭然! これはガチ!」とコメントを寄せている。
2025年7月よりテレビアニメが放送中。

## あらすじ
天界に住み、「族民」と差別されてきた天涯孤独の少年・ルドは、育ての親であり恩人のレグドを何者かに殺されてしまう。レグドを殺した罪を着せられたルドは奈落に落とされ、目を覚ますと、目の前にはゴミでできた怪物である班獣がいた。偶然近くを散歩していたエンジンに助けてもらったルドは、差別し見下し無実の罪を着せて奈落に落とした天界の人間に復讐するために天界に戻る方法を探すべく、掃除屋に加入することを決意したのだった。

## 登場人物

### 主人公
ルド・シュアブレック
声 - 市川蒼
本作の主人公。天界でごみ拾いをして生きていた孤児の少年。掃除屋アクタ所属。身長は163㎝。7月20日生まれの15歳。「族民」として差別され、育ての親であるレグドを殺した濡れ衣を着せられ「奈落」に落とされる。奈落に落ちてからは、自分を差別し、無実の罪を着せ奈落に突き落とした天界の人間に復讐するべく、掃除屋に所属し上に戻る方法を探す。人器は番人シリーズのグローブで、名前は「3R」。グローブをはめた状態で手に持った物を人器にする能力を持つ。笑顔を作るのが苦手。両親が人殺しで、族民の間でも差別されていた。甘いものがおかしくなるくらい好き。両腕の前腕部分が黒ずんでおり、包帯を巻いている。常に痛みが絶えないがグローブをすると和らぐ様子。

### 掃除屋
コルバス
掃除屋のボス。掃除屋仲間にすら個人情報をほとんど教えていないほどの謎が多い人物。
エンジン
声 - 小西克幸
掃除屋アクタ所属。身長は190㎝。8月22日生まれの28歳。班獣に襲われていたルドを助け、掃除屋に勧誘した。人器は傘。
ザンカ・ニジク
声 - 松岡禎丞
掃除屋アクタ所属。身長は178㎝。2月3日生まれの17歳。ルドの教育係。自らを「超凡人」と称する。地上の中ではなかなかの良家の出。掃除屋の中で最も人器の扱いに長けている人通者。人器はさすまたの形をした棒。
リヨウ
声 - 花守ゆみり
掃除屋アクタ所属。身長は155㎝だが、10㎝の厚底ブーツを履いている。4月9日生まれの16歳。人器はハサミの「ザ・リッパー」で、柄のリングを足にはめて使う。元々殺し屋でエンジンに殺人を禁じられている。拳銃を携帯している。
ブロ
掃除屋チャイルド所属。
ギータ
掃除屋チャイルド所属。怪獣のような服を着た女の子。
ディア
掃除屋チャイルド所属。お菓子に目がなく、ルドと奪い合いをしていた。
セミュ
掃除屋の一人。受付を担当している。人器はメガネで、動体視力を引き上げ、本気を出せば人の本質をも見抜くことができる。
グリス・ルビオン
掃除屋の一人。班獣に殺されかけたルドを助けた。
フォロ
掃除屋の一人。班獣に殺されかけたところをルドに助けられた。

### 荒らし屋
ゾディル
荒らし屋の頭。下界と天界の間にある境界を越えるべく番人シリーズを集めており、掃除屋と衝突している。人器はミシュラ。
ジャバー
多様な毒が塗られた鋭く長い爪の武器を扱う。ザンカに勝利するほどの実力者。
モモア
他人の記憶を覗く能力を持つ女性。人器はヘッドホン。

### 葬儀屋
カニス・シュアブレック
ルドの先祖。彼が長年身につけていたものは「番人シリーズ」と呼ばれ、常人が持てば精神が狂ってしまうほどの思念が込められている。

### 天界の人々
レグド
声 - 森川智之
ルドの育ての親。ルドにグローブを贈ったのもレグド。謎の人物によって殺された。
チワ
声 - 伊藤美来
ルドが密かに片想いしていた少女。いじめられていたルドを庇い、「人殺しなんてするわけがない」と信じていた。

## 用語

### 掃除屋関連
掃除屋（そうじや）
人通者が人器を用いて班獣を退治する組織のこと。戦闘員と守衛、サポーターを合わせて約100名ほど存在する。
人器（じんき）
人間が長い間心を込めて使用したとき、その物に思念が宿ることがある。その物を人器と呼ぶ。人器を扱う人を人通者（ギバー）と呼ぶ。
班獣（はんじゅう）
ゴミで出来た化け物のこと。基本的には町の外の汚染域に生息している。核が思念のため、人器でなければ倒せない。

### 地名

#### 天界
天界（てんかい）
地上の遥か上空に広がる世界。常に移動している。天界人のうち、スラム街に住む人間のことを「族民（ぞくみん）」と呼び差別している。
奈落（ならく）
天界で出た大量のゴミを捨てるための大穴のこと。そのほか、天界の人間が重罪を犯すと落とされる。族民が住むスラム街の縁に位置し、奈落の下は地上になっている。

#### 地上（下界）
地上（ちじょう）
奈落の底に位置する大地。天界の人々にとっては「下界」。人間が住むことができる「安全域」とゴミで汚染され班獣が跋扈する「汚染域」、さらに汚染域の中でも特に危険なエリア「禁域」に分けられている。
キャンバスタウン
安全域にある、誰もが自由に絵を描けるように作られたラクガキの町。外壁には悪意を持つ者を拒むまじないがかけられている。
砂漠の禁域ペンタ
砂のように見えるものは塵になった廃棄物。

## 書誌情報
- 裏那圭『ガチアクタ』講談社〈講談社コミックス〉、既刊15巻（2025年6月17日現在）
  1. 2022年5月17日発売[5]、ISBN 978-4-06-527922-9
  2. 2022年7月15日発売[6]、ISBN 978-4-06-528430-8
  3. 2022年9月16日発売[7]、ISBN 978-4-06-529138-2
  4. 2022年11月17日発売[8]、ISBN 978-4-06-529777-3
  5. 2023年2月17日発売[9]、ISBN 978-4-06-530527-0
  6. 2023年4月17日発売[10]、ISBN 978-4-06-531344-2
  7. 2023年7月14日発売[11]、ISBN 978-4-06-532179-9
  8. 2023年10月17日発売[12]、ISBN 978-4-06-532888-0
  9. 2023年12月15日発売[13]、ISBN 978-4-06-533899-5
  10. 2024年3月15日発売[14]、ISBN 978-4-06-534863-5
  11. 2024年6月17日発売[15]、ISBN 978-4-06-535779-8
  12. 2024年9月17日発売[16]、ISBN 978-4-06-536774-2
  13. 2024年12月17日発売[17]、ISBN 978-4-06-537775-8
  14. 2025年3月17日発売[18]、ISBN 978-4-06-538707-8
  15. 2025年6月17日発売[19]、ISBN 978-4-06-539758-9

## テレビアニメ
2024年6月13日に、テレビアニメ化が発表された。2025年7月よりCBCテレビ・TBS系列『アガルアニメ』枠ほかにて放送中。連続2クールでの放送となる。

### スタッフ
- 原作 - 裏那圭[4]
- graffiti design - 晏童秀吉[4]
- 監督 - 菅沼芙実彦[4]
- シリーズ構成 - 瀬古浩司[4]
- キャラクターデザイン - 石野聡[4]
- サブキャラクターデザイン - 松本よしの[4]
- 総作画監督 - 石野聡[4]、松本よしの[4]
- 斑獣デザイン - 山森英司[4]
- 人器デザイン - 保科有沙[4]
- 美術デザイン - 小木斉之[4]
- 美術監督 - 伊藤友沙[4]
- 色彩設計 - 中野尚美[4]
- 動画監督 - 羽田智織[4]
- 撮影監督 - 池上真崇[4]
- 3DCG監督 - 三宅拓馬[4]
- 編集 - 髙橋歩[4]
- 音響監督 - 郷文裕貴[4]
- 音響効果 - 上野励[4]
- 音響制作 - dugout
- 音楽 - 岩崎琢[4]
- 音楽制作 - エイベックス・ピクチャーズ、Team-MAX
- チーフプロデューサー - 大薮芳広、飯泉朝一、古川慎、山田昇、今泉昌也、東山敦、キム・ジンヨン
- プロデューサー - 天野直樹、大胡寛二、多賀井勲、柴田知宏、田中渉
- アニメーション制作 - ボンズフィルム[4]
- 製作 - ガチアクタ製作委員会[4]

### 主題歌
「HUGs」
Paleduskによるオープニングテーマ。作詞はKAITO、作曲・編曲はDAIDAI。
「灯火」
DUSTCELLによるエンディングテーマ。作詞・作曲・編曲はMisumi。

### 各話リスト
| 話数 | サブタイトル         | 脚本     | 絵コンテ   | 演出     | 作画監督                                       | 初放送日      |
| ---- | -------------------- | -------- | ---------- | -------- | ---------------------------------------------- | ------------- |
| 1話  | 天界                 | 瀬古浩司 | 菅沼芙実彦 | 佐藤育郎 | 堀川耕一 ヤマダシンヤ                          | 2025年 7月6日 |
| 2話  | 宿り物               | 瀬古浩司 | 菅沼芙実彦 | 中川聡   | 大貫健一 可児里未                              | 7月13日       |
| 3話  | 下界                 | 瀬古浩司 | 許琮       | 三好なお | 水畑健二                                       | 7月27日       |
| 4話  | 掃除屋本部           | 瀬古浩司 | 高橋敦史   | 大槻真之 | 中山知世 稲熊一晃 八崎健二                     | 8月3日        |
| 5話  | 荒らし屋             | 瀬古浩司 | 許琮       | 朝木幸彦 | 藤田しげる 小原佑太 北村由佳 井元彰一 小柏奈弓 | 8月10日       |
| 6話  | ちゃんとした一撃ィ!! | 瀬古浩司 | 許琮       | 佐藤育郎 | 荒木弥緒 阿部愛由美 櫻本詩歩 菅野宏紀 伊藤嘉之 | 8月17日       |

### 放送局
| 放送期間        | 放送時間               | 放送局                                  | 対象地域 | 備考                                           |
| --------------- | ---------------------- | --------------------------------------- | -------- | ---------------------------------------------- |
| 2025年7月6日 -  | 日曜 23:30 - 月曜 0:00 | CBCテレビ（製作参加） ほかTBS系列全28局 | 日本国内 | 字幕放送 / 連動データ放送 / 『アガルアニメ』枠 |
| 2025年7月10日 - | 木曜 20:30 - 21:00     | AT-X                                    | 日本全域 | CS放送 / 字幕放送 / リピート放送あり           |
| 2025年7月13日 - | 日曜 23:00 - 23:30     | BS日テレ                                | 日本全域 | BS/BS4K放送 / 『アニメにむちゅ〜』枠           |

| 配信開始日   | 配信時間                           | 配信サイト | 備考         |
| ------------ | ---------------------------------- | --- | ------------ |
| 2025年7月7日 | 月曜 0:00（日曜深夜） 更新         | Amazon Prime Video | 先行配信     |
| 2025年7月8日 | 火曜 0:00（月曜深夜） 以降順次更新 | Lemino アニメタイムズ dアニメストア U-NEXT アニメ放題 バンダイチャンネル J:COM STREAM TELASA milplus Netflix FOD Disney+ AnimeFesta DMM TV WOWOWオンデマンド ABEMA | 見放題配信   |
|              |                                    | Rakuten TV カンテレドーガ music.jp ビデオマーケット ニコニコチャンネル HAPPY!動画 ムービーフルPlus バンダイチャンネル J:COM STREAM TELASA milplus                  | レンタル配信 |

### BD
| 巻 | 発売日             | 収録話          | 規格品番   |
| -- | ------------------ | --------------- | ---------- |
| 1  | 2025年9月24日予定  | 第1話 - 第6話   | EYXA-14839 |
| 2  | 2025年11月26日予定 | 第7話 - 第12話  | EYXA-14840 |
| 3  | 2026年1月28日予定  | 第13話 - 第18話 | EYXA-14841 |
| 4  | 2026年3月25日予定  | 第19話 - 第24話 | EYXA-14842 |

| CBCテレビ制作・ TBS系列 アガルアニメ | CBCテレビ制作・ TBS系列 アガルアニメ | CBCテレビ制作・ TBS系列 アガルアニメ |
| 前番組                               | 番組名                               | 次番組                               |
| ------------------------------------ | ------------------------------------ | ------------------------------------ |
| 戦隊大失格（2nd season）             | ガチアクタ                           | -                                    |